# Michael O’Flaherty (Schauspieler)
Michael „Mike“ O’Flaherty (* in Navan, County Meath, Leinster) ist ein irischer Theater- und Filmschauspieler.

## Leben
O’Flaherty stammt aus der Stadt Navan. Er war Mitglied des National Youth Theatre of Ireland. Seine Schauspielerausbildung genoss er in England und tourte anschließend durch den Inselstaat. 2005 debütierte er im Kurzfilm No Ordinary Joe als Filmschauspieler. Größere Rollen übernahm er 2011 in Paladin – Der Drachenjäger und The Nixer im selben Jahr. Im Folgejahr verkörperte er die Rolle des Vladimir Coskey im Actionfilm Money Kills. Im 2013 erschienenen Spielfilm Dark by Noon übernahm er eine Charakterrolle und war auch für das Drehbuch verantwortlich. Der Film hatte beim BFI Premiere und wurde 2014 beim Edinburgh Festival als Bühnenadaption präsentiert.

## Filmografie (Auswahl)
- 2005: No Ordinary Joe (Kurzfilm)
- 2006: Lycanthropy
- 2011: Paladin – Der Drachenjäger (Dawn of the Dragonslayer)
- 2011: The Nixer
- 2012: Money Kills
- 2013: Dark by Noon
- 2013: A Belfast Story
- 2014: Penny Dreadful (Fernsehserie, Episode 1x02)
- 2015: Inspektor Jury: Mord im Nebel (Fernsehfilm)
- 2016: Spooky Stakeout
- 2018: Finding Joy (Fernsehserie, Episode 1x05)
- 2019: Vikings (Fernsehserie, Episode 5x16)
- 2023: The Vanishing Triangle (Fernsehserie, Episode 1x02)